# Несмон, Анри де
Анри Несмон (фр. Henri de Nesmond, 1645—1727) — известный французский проповедник, архиепископ тулузский.
Людовик XIV называл его лучшим оратором Франции. Несмон писал также стихи и был членом французской академии. Сочинение его «Discours, sermons etc.» (Париж, 1734).
Член Французской академии (кресло № 10).